# Fucoxantina
La fucoxantina è una molecola naturale di tipo xantofilla, con formula C42H58O6. Si tratta di un pigmento vegetale, un carotenoide tipico delle alghe brune a cui conferisce la caratteristica colorazione, sovrapponendosi alle tonalità verdi della clorofilla. La fucoxantina assorbe la luce principalmente nel range dal blu-verde al giallo-verde dello spettro visibile, con un picco intorno ai 510-525 nm e assorbendo in maniera significativa nella gamma di 450 a 540 nm.
Alcuni studi metabolici e nutrizionali condotti su topi, presso la Hokkaido University, indicano che la fucoxantina promuove la combustione dei grassi all'interno delle cellule del tessuto adiposo bianco. È stato pubblicato anche uno studio sugli umani a doppio cieco controllato con placebo. Lo studio di integrazione con estratto di alghe contenente fucoxantina in combinazione con olio di semi di melograno ha dimostrato in una media la perdita di 4,9 kg di peso nelle donne obese nel corso di un periodo di 16 settimane.